# Csömend
Csömend je obec v Maďarsku v župě Somogy. Rozkládá se na ploše 8,66 km² a v roce 2024 zde žilo 273 obyvatel.